# Fantino
Un fantino (o jockey in inglese) è chi monta un cavallo da corsa.

l'animazione di un fantino a cavallo

Nell'ippica moderna, le corse di cavalli al galoppo sono disputate da cavalli montati da un fantino. Nelle corse al trotto invece il cavallo traina un carrozzino chiamato sulky, sul quale prende posto il guidatore (in questo caso non si parla di fantino, ma di driver). Si disputano però talvolta anche gare di trotto montato.
In corsa il fantino non sta mai seduto sulla sella, ma sta in piedi (piegato in avanti) poggiandosi unicamente con i piedi sulle staffe: in questo modo con le gambe può ammortizzare i sobbalzi dovuti al galoppo del cavallo ed evita di gravare eccessivamente sulla schiena dell'animale. Questo a meno che si tratti di una corsa in cui il cavallo si monta "a pelo", cioè senza sella (e quindi anche senza staffe): in questo caso deve necessariamente stare seduto.
Più leggero è il fantino, minore è lo sforzo supplementare che il cavallo deve sostenere durante la corsa. I fantini professionisti sono perciò quasi sempre piccoli di statura e seguono una rigida dieta per mantenere basso il loro peso. Il regolamento impone comunque un peso minimo al di sotto del quale il fantino viene zavorrato. 
Uno dei più famosi e quotati fantini è l'italiano Lanfranco Dettori, che ha svolto gran parte della sua carriera in Inghilterra, paese nel quale l'ippica ha una grandissima tradizione. Nel 1996 ad Ascot Dettori ha stabilito un record mondiale vincendo ben sette gare in una sola giornata (tutte quelle da lui disputate quel giorno).
In Italia sono molto conosciuti anche i fantini che gareggiano nei palii tradizionali (in cui si monta "a pelo"). Tra questi il più celebre è certamente Andrea Degortes, noto con il soprannome di Aceto, vincitore di ben 14 edizioni del Palio di Siena.